# 利希滕费尔斯县
利希滕费尔斯县（德語：Landkreis Lichtenfels）是德国巴伐利亚州的一个县，隶属于上弗兰肯行政区，首府利希滕费尔斯。

## 華語譯名
由於兩岸對於德國行政區「Landkreis」翻譯的不同，台灣譯為「利希滕費爾斯郡」；中國大陸譯為「利希滕费尔斯县」。

## 地理
利希滕费尔斯县西面和北面与科堡县，东北面与克罗纳赫县，东面与库尔姆巴赫县，东南面与拜罗伊特县，南面与班贝格县相邻。